# 270725 Evka
270725 Evka este o planetă minoră (asteroid) din centura de asteroizi. A fost descoperită pe 20 august 2002 la Observatorul Palomar de Near Earth Asteroid Tracking. 
Obiectul prezintă o orbită caracterizată de o semiaxă mare de 3,0863745232131 UAi, o excentricitate de 0,13543048912612, o înclinație de 2,1403955066887 ° în raport cu ecliptica.